# Feldbachtal
Das Naturschutzgebiet Feldbachtal mit einer Größe von 105,19 ha liegt im Stadtgebiet von Remscheid und wird unter der Schlüsselnummer RS-004 geführt. Das Gebiet wurde am 30. Dezember 1994 vom Regierungsbezirk Düsseldorf per Verordnung als Naturschutzgebiet (NSG) mit einer Flächengröße von 190 ha ausgewiesen. Am 14. November 2003 erfolgte mit dem Landschaftsplan Remscheid-Ost eine erneute Ausweisung durch die Stadt Remscheid, wobei das Schutzgebiet um ca. 85 ha verkleinert wurde. Das NSG grenzt im Norden direkt an das Naturschutzgebiet Schneppendahler Siepen und im Osten an die Feldbach-Vorsperre der Wuppertalsperre. Die Hofschaft Oberfeldbach liegt mitten im NSG. Das NSG ist das zweitgrößte Naturschutzgebiet der Stadt Remscheid.

## Gebietsbeschreibung
Beim NSG handelt es sich um ein charakteristisches Kerbtal des Bergischen Landes mit seinen Nebensiefen und Quellbereichen und südlich angrenzenden Waldgebieten. Es hat teils den Charakter eines offenen Wiesentals mit Feuchtwiesen-Komplexen.
Der Feldbach im NSG ist überwiegend begradigt und stellenweise auch naturnah. Der Uferbereich des Baches wurde größtenteils durch Zäune ausgezäunt. Die ausgezäunten Bereiche weisen Hochstaudenfluren auf. Feuchtwiesen und Feuchtweiden sind vor kurzen Verrohrungen an Querungsstellen von Wegen am Bach ausgebildet. Vereinzelt gibt es Vorkommen von Schmalblättrigem Wollgras in Feuchtgrünland. Die Aue wird meist als Weide und zum geringen Teil als Wiese genutzt. Vor der Einmündung des Feldbaches in die Feldbach-Vorsperre gibt es eine größere Feuchtbrache. Diese hat sich nach Entfernung eines Fichten-Bestandes gebildet. In der Feuchtbrache liegen zwei Kleingewässer mit Flachwasserzonen. In Offenlandbereichen befinden sich vereinzelt Baumreihen, Baumgruppen und brachgefallenes Magergrünland. Im nördlichen NSG-Teil befinden sich Fettweiden, Fettwiesen und Äcker mit Baumgruppen und Feldgehölzen. Am Rande der angrenzenden Ortschaften befinden sich Obstwiesen im NSG. 
Ein südlich an die Feldbach-Auen angrenzender Buchenwald wird auch als Viehweide genutzt. Der Höhenrücken und die Hänge südlich des Feldbachtales und einige Bereiche nördlich des Baches sind überwiegend von Fichtenwald und Fichtenmischwald bedeckt. Größere Flächen werden auch von Eichenwald mit höherem Anteil an Kiefern eingenommen. Diese Eichenwälder sind vergleichsweise licht und weisen eine geschlossene Krautschicht auf. In diesem Waldbereich befinden sich kleinere ehemalige Steinbrüche. Auf Teilen der Waldflächen stocken Buchenwald, Buchen-Eichenwald, Eichenmischwald mit Edellaubhölzern wie Kirschen und Ahorn, Birkenmischwald mit Nadelhölzern, Hainbuchenwald und Lärchenmischwald. Das Baumalter reichte vor wenigen Jahren von Jungbeständen bis zu Beständen von über 80 Jahren. Im Wald kommen Stechpalmen vor. Auf einer Kuppe unter einer Hochspannungsleitung befindet sich eine kleinflächige Besenheide.

## Schutzzweck
Der Landschaftsplan führt zum Schutzzweck aus: „Die Schutzausweisung erfolgt insbesondere zur Erhaltung des charakteristischen Kerbtales, seiner Nebensiefen und Quellbereiche. Es soll ein ruhiggestellter Rückzugs- und Regenerationsraum für schutzwürdige, störempfindliche Tierarten innerhalb des durch intensive Freizeitnutzung geprägten Umfeldes der Wuppertalsperre erhalten werden. Zudem dient die Ausweisung dem Erhalt und der Wiederherstellung eines naturnahen Bachsystems mit seiner typischen Flora und Fauna. Weiterhin sind insbesondere die folgenden Strukturen und Lebensräume mitsamt ihren spezifischen Lebensgemeinschaften zu erhalten und zu sichern: talbegleitende Lebensräume unter anderem für Amphibien und Vögel, extensiv genutzte Wiesen und Weiden, Wiesenbrachen, naturnahe Waldbereiche. Gefährdete Fischarten sind im Feldbach beispielsweise Bachforelle, Groppe und Bachneunauge. Zudem ist hier die seltene Dunkers Quellschnecke zu Hause. Zu den gefährdeten Vogelarten, die hier brüten, zählen u. a. Kiebitz, Wasseramsel, Gartenrotschwanz und Schwarzspecht. An Insekten sind beispielsweise hervorzuheben: Sumpfschrecke, langflügelige Schwertschrecke und Blauflügel-Prachtlibelle und Brauner Feuerfalter.“

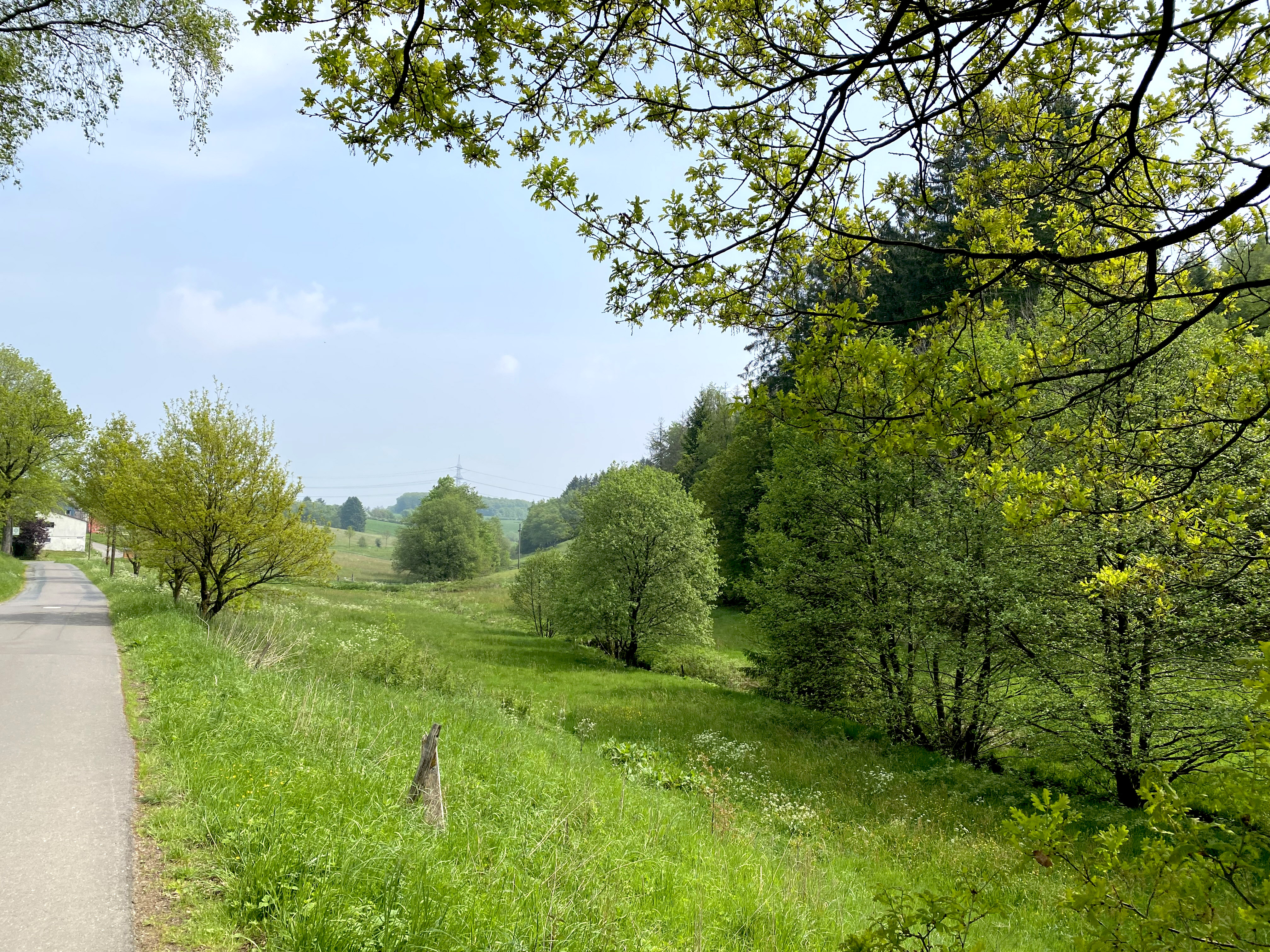
Talaue bei Oberfeldbach
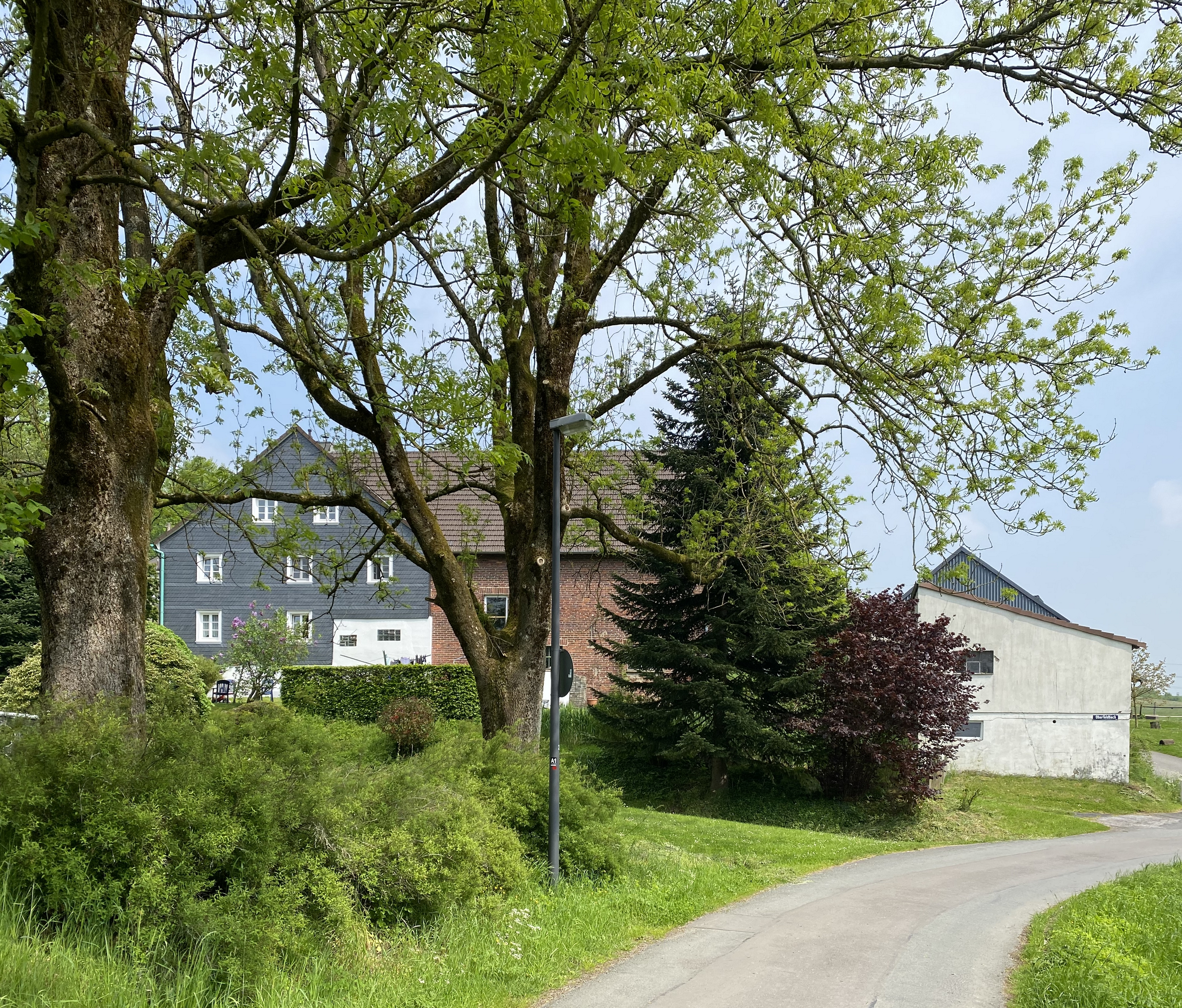
Mächtige Eschen am Ortseingang von Oberfeldbach
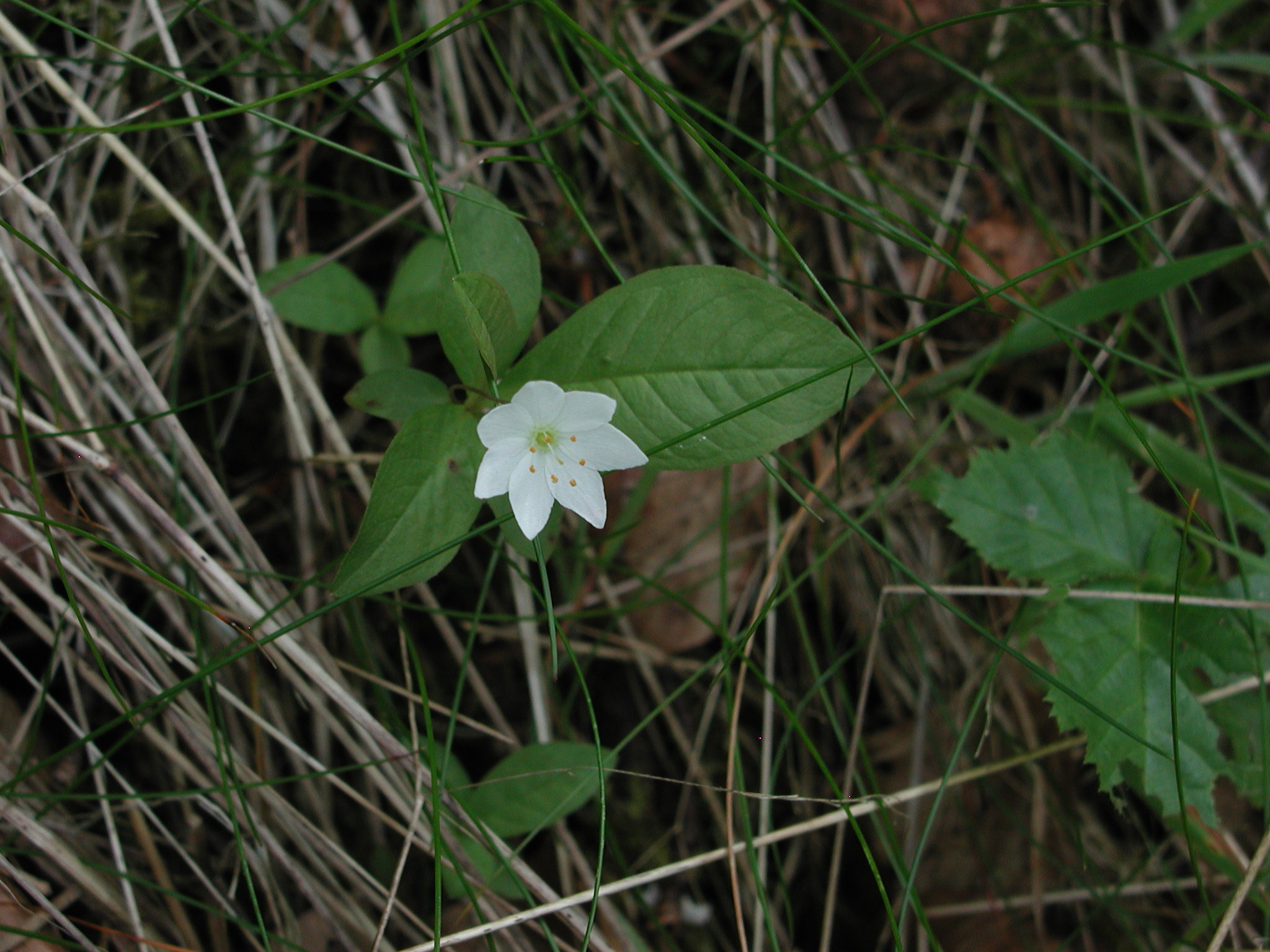
Siebenstern in Oberfeldbach
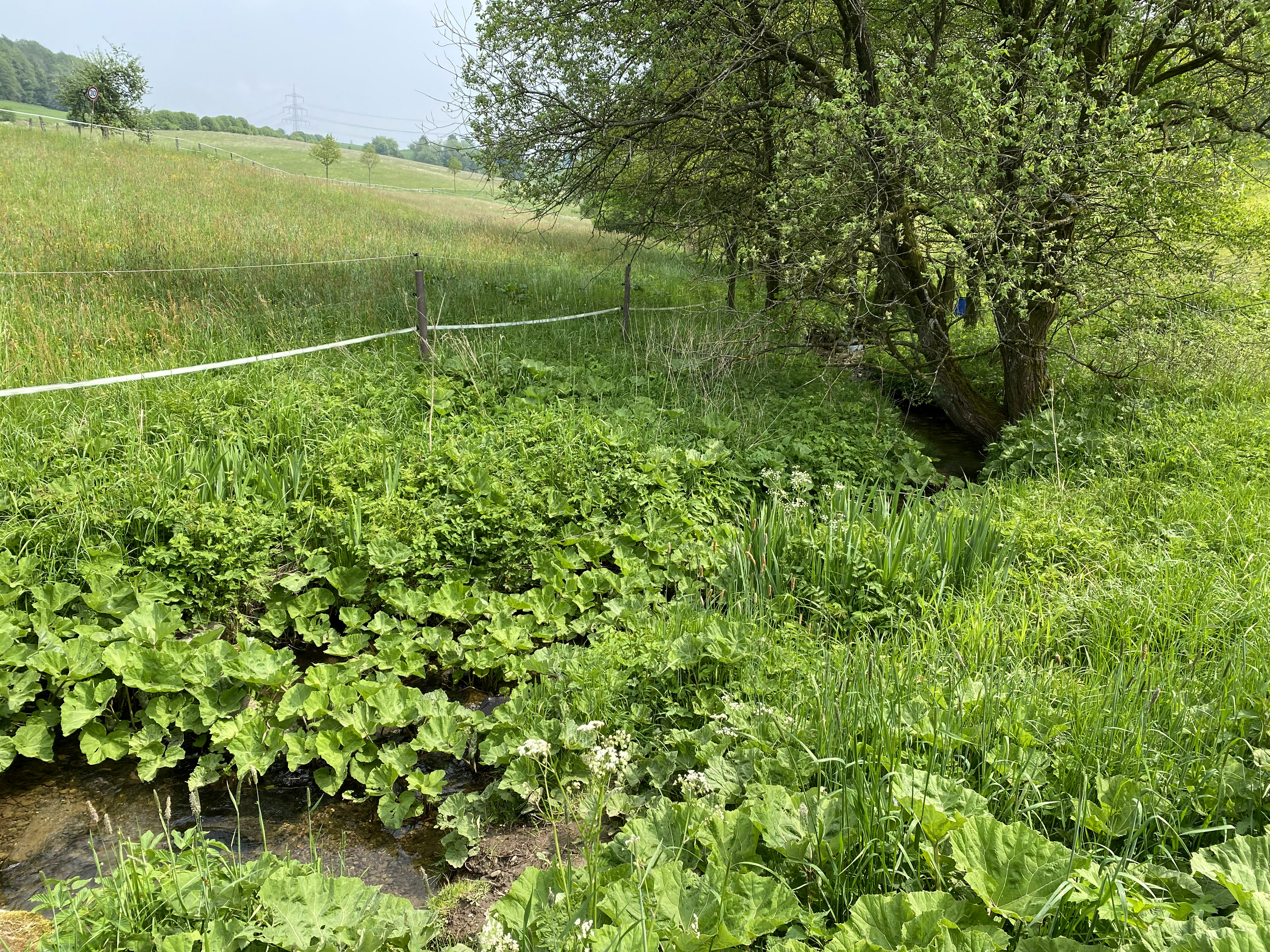
Pestwurz und Sumpf-Schwertlilien am Feldbach
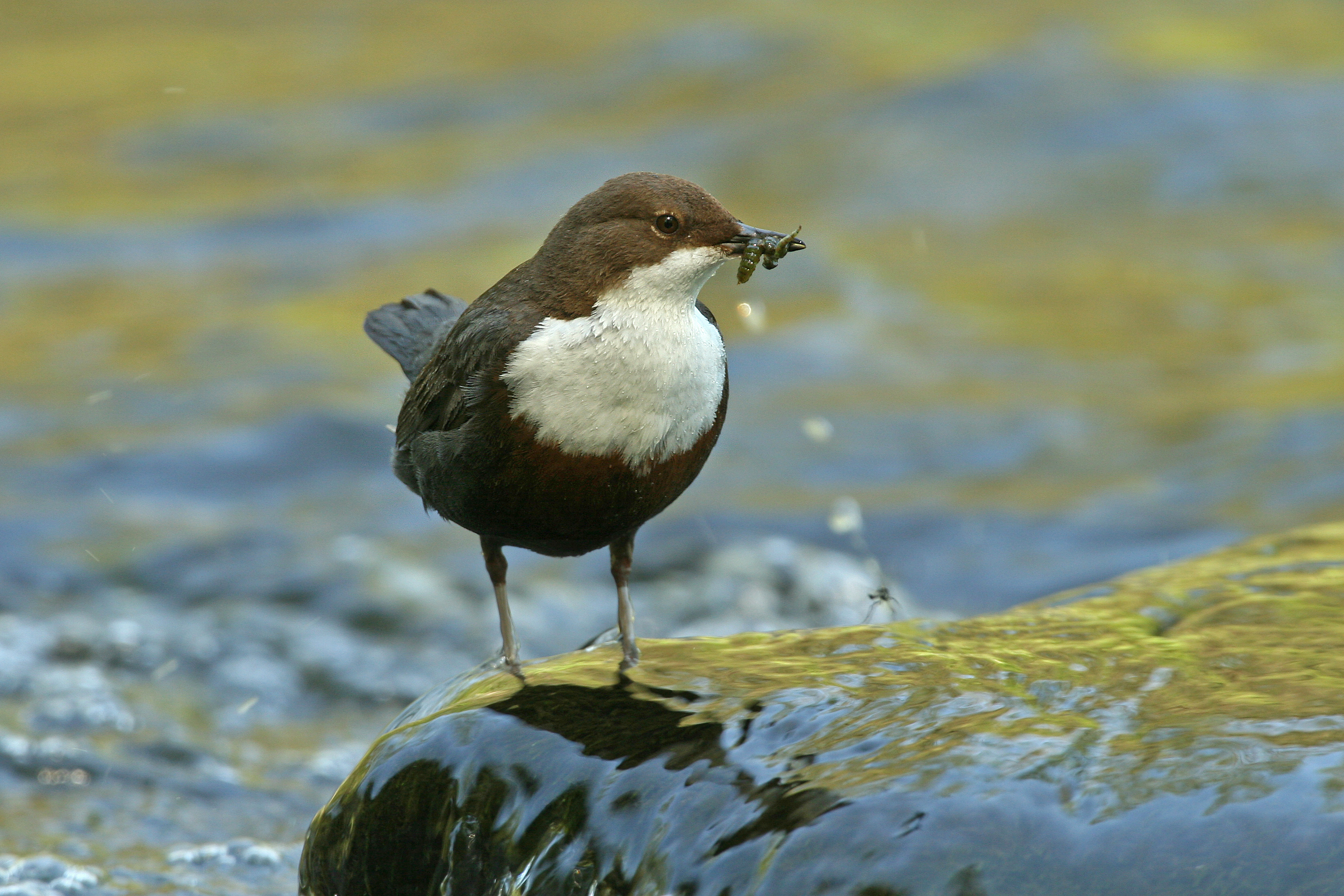
Wasseramsel (Cinclus cinclus)
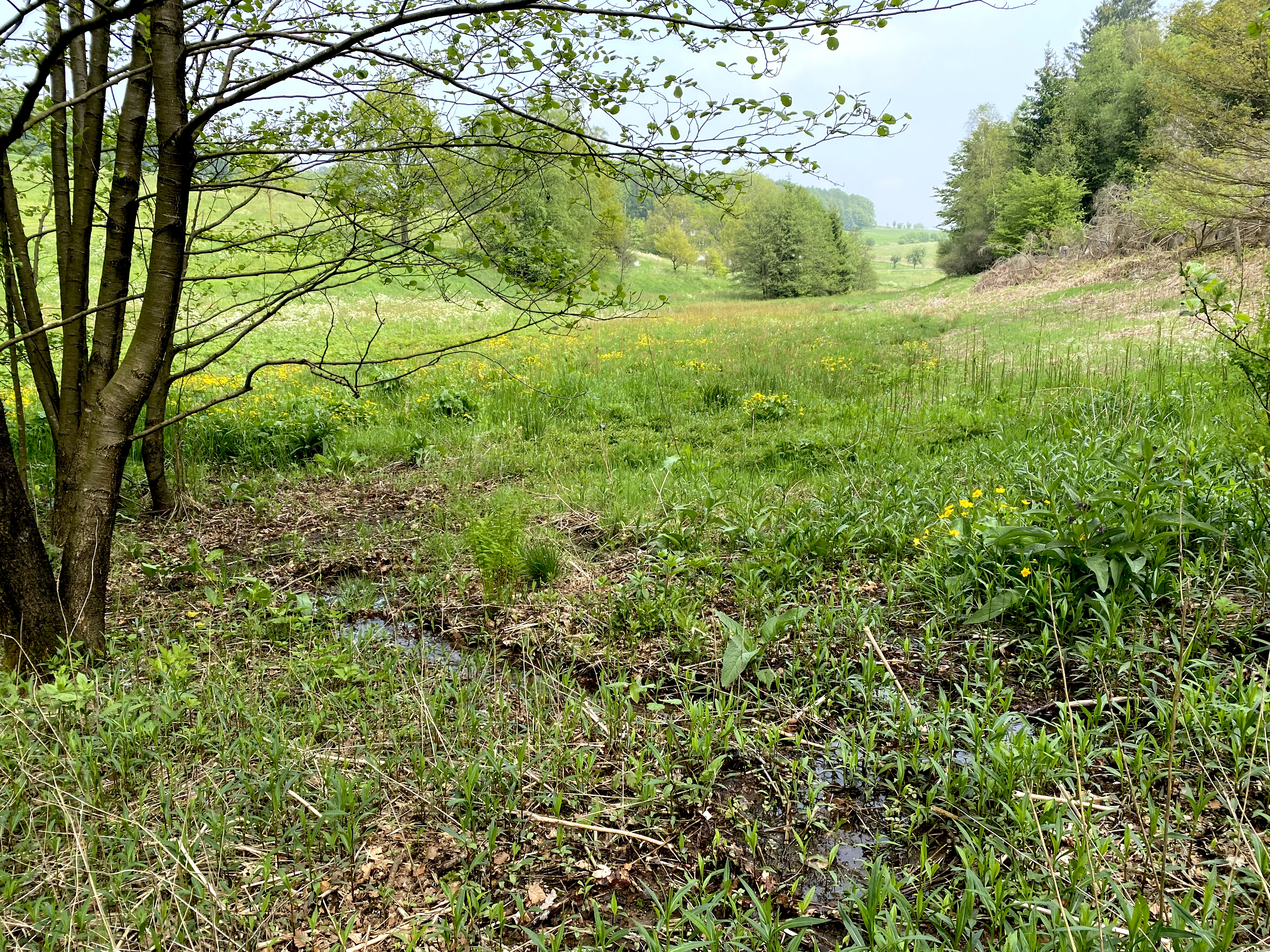
Nasswiese am Feldbach
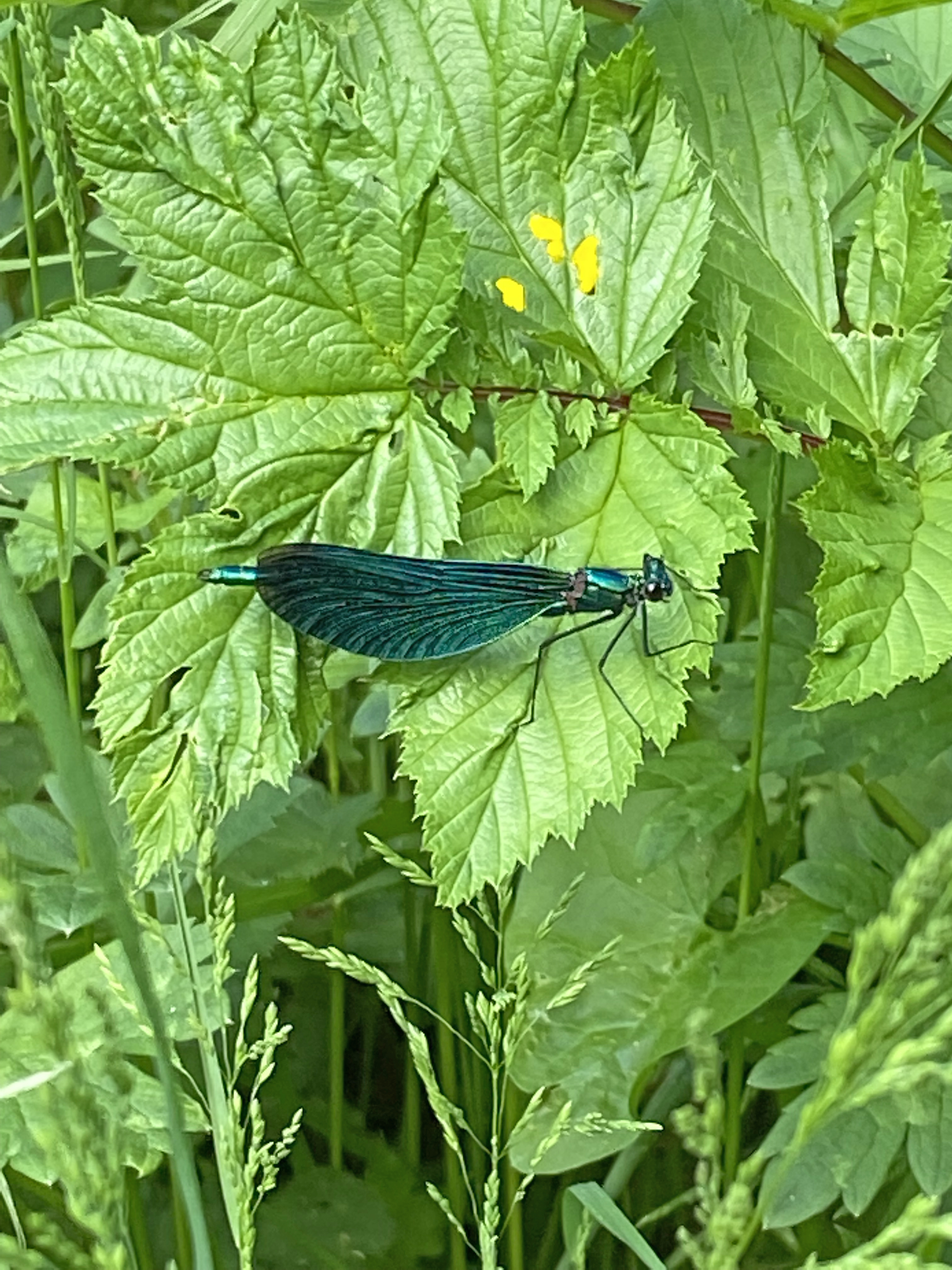
Blauflügel-Prachtlibelle (Calopteryx virgo)
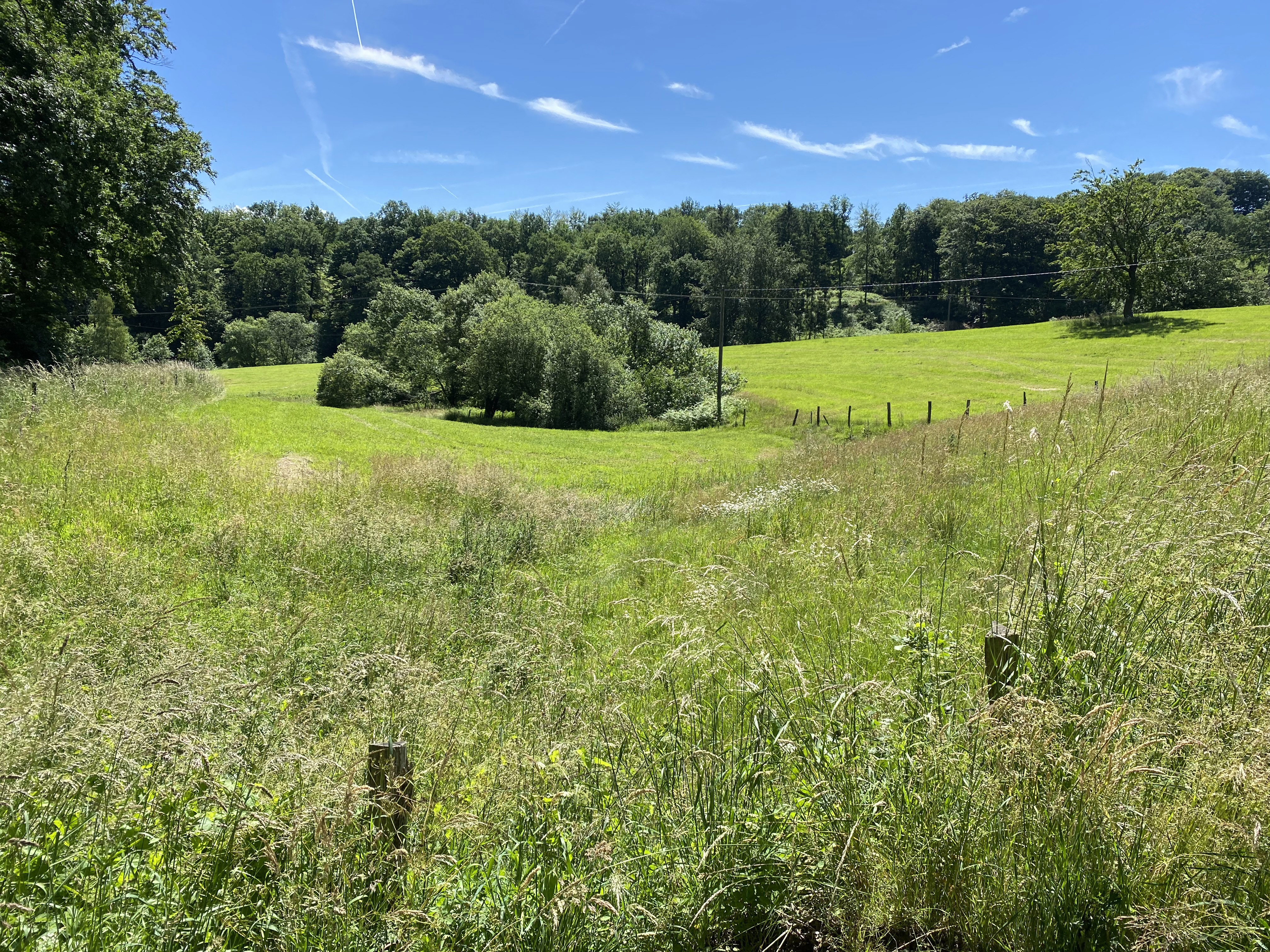
Oberes Feldbachtal - Wiesen um den Quellbereich des Repslöh Siepen
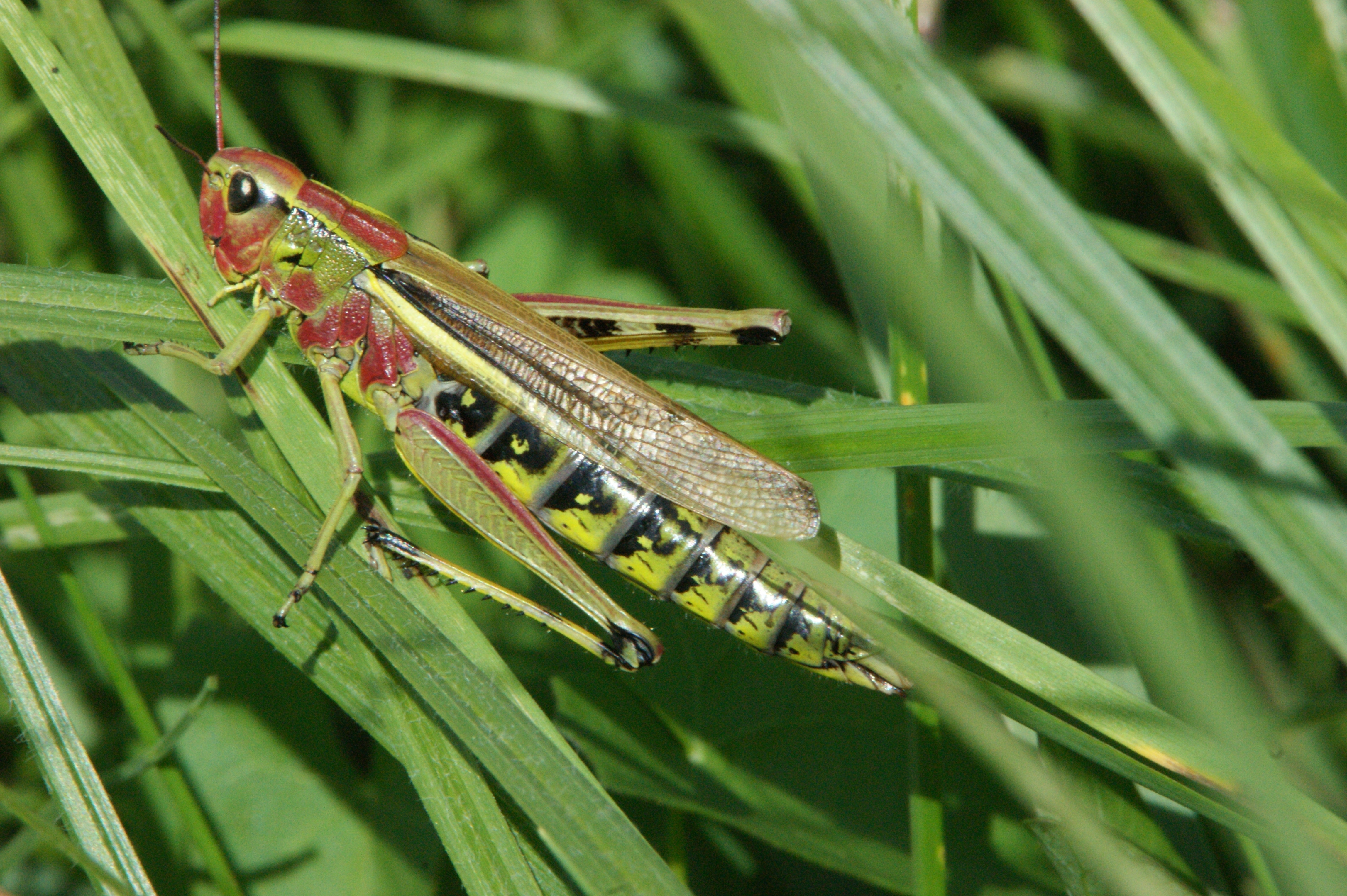
Sumpfschrecke (Stethophyma grossum)
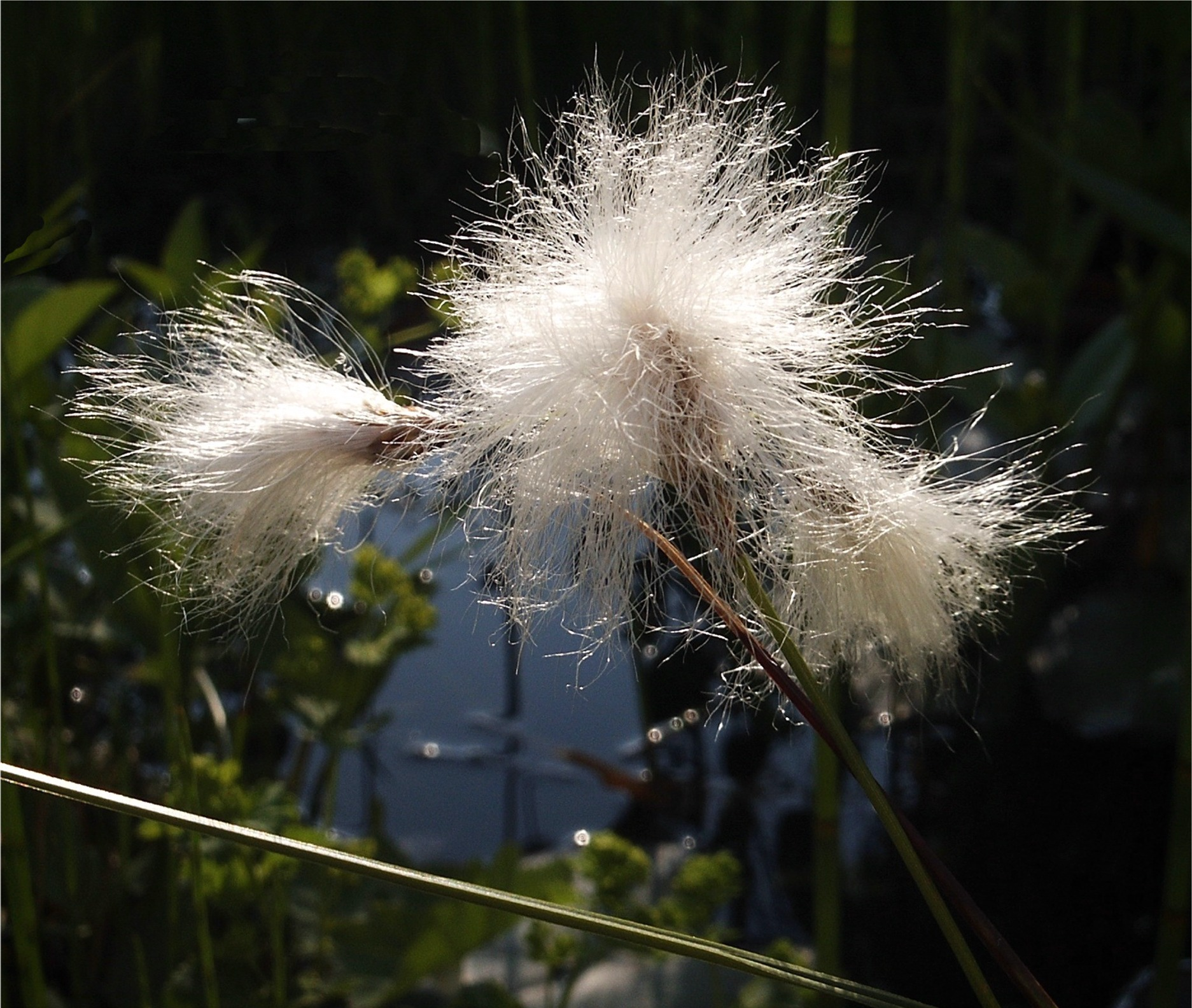
Schmalblättriges Wollgras (Eriophorum angustifolium)
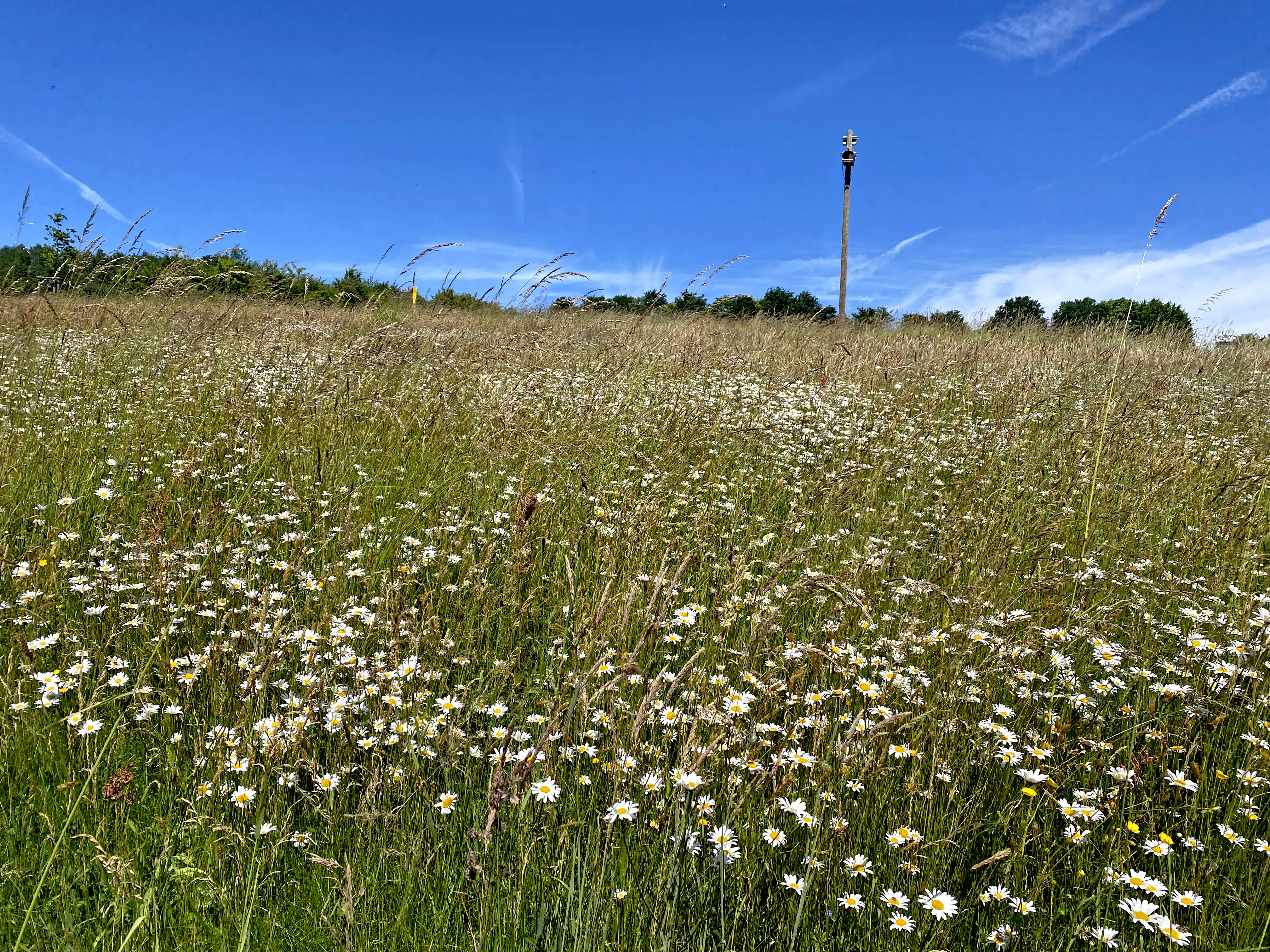
Margeriten-Wiese am Nordhang
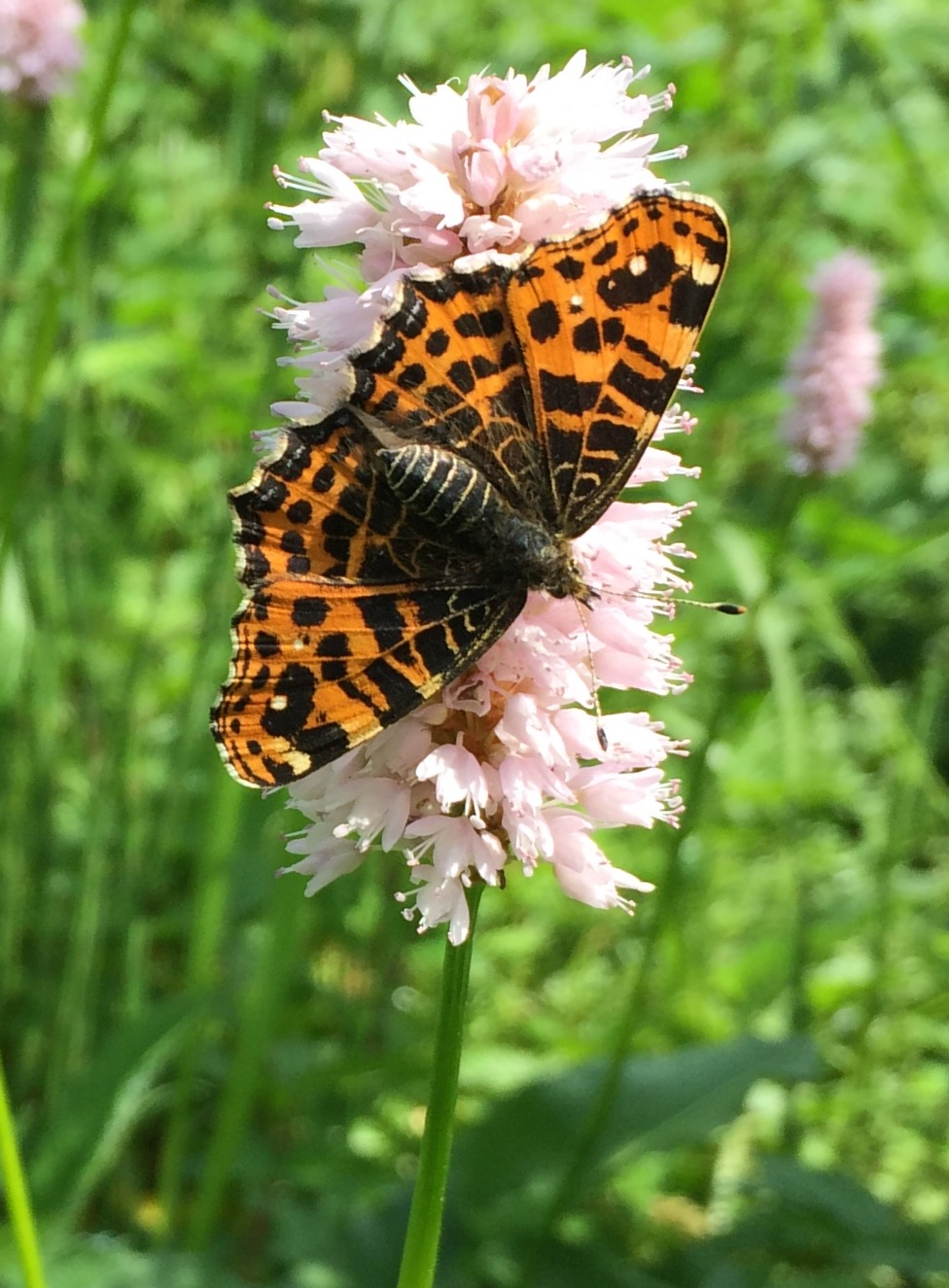
Landkärtchen an Schlangen-Knöterich
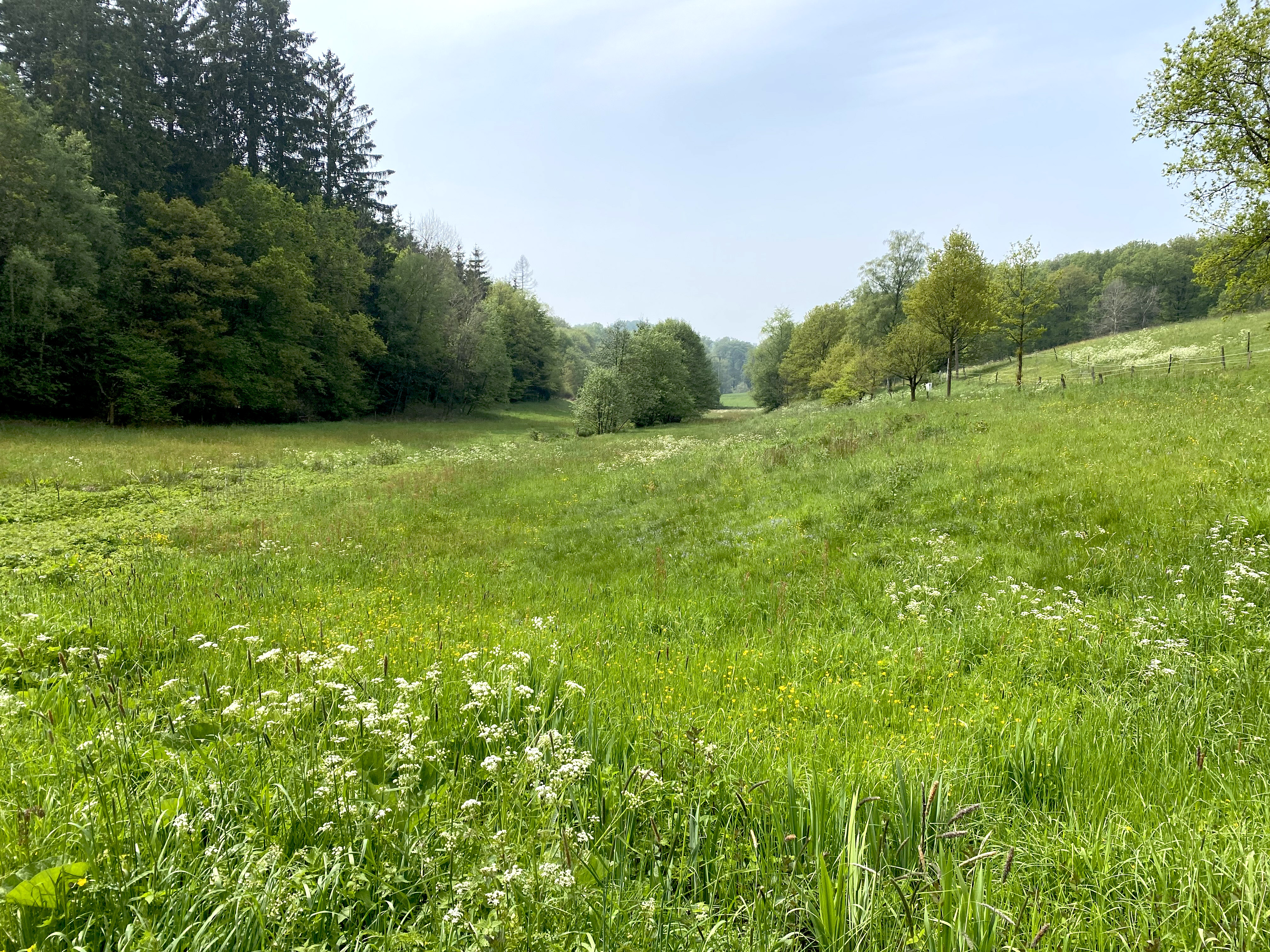
Unteres Feldbachtal
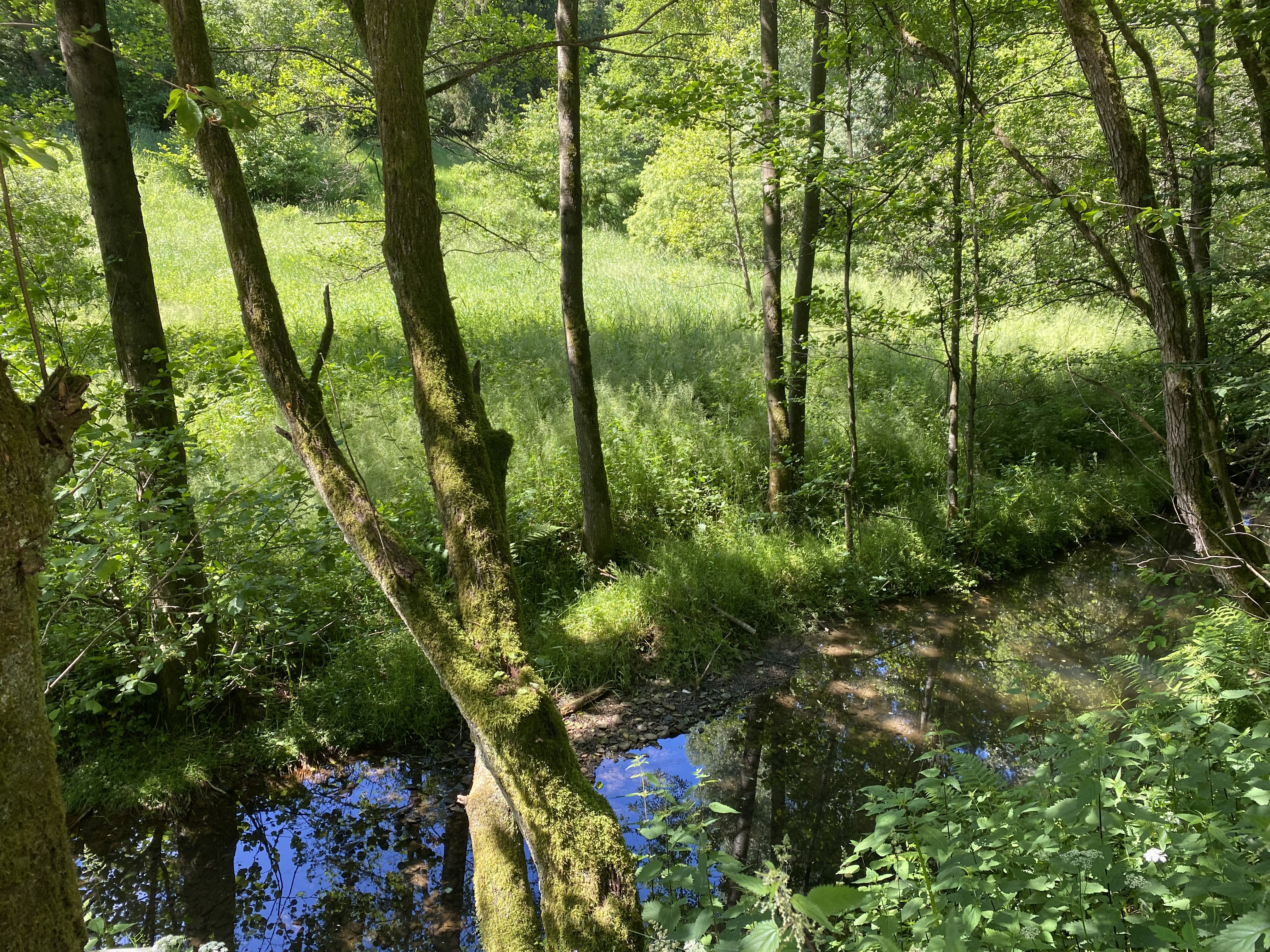
Feldbachtal am Mündungsgebiet in die Vorsperre